# Gumroad
Gumroad（ガムロード）はインターネットを利用した決済サービス。

## 概要
画像などのコンテンツへのリンクを販売できる。事前審査などがないため販売者にとっては手軽である。決済手段はクレジットカードのみで、日本を含め190カ国に対応している。
決済手数料は$0.25+5%で、受け取りは月末にPayPalで行う。支払いクレジットカードはVISA、マスターカード、アメリカン・エキスプレス、JCB、ダイナースクラブに対応している。利用できる通貨は、米ドル・日本円・ユーロ・英ポンドである。商品の登録はウェブから手作業で行うほか、APIからも行える。

## 歴史
創業者はサヒール・ラヴィンギア（Sahil Lavingia）。2010年4月、画像共有サービスPinterestのデザイナーであったラヴィンギアが「自分の作品をオンラインで売ろうと思ったとき、思った以上に手続きが煩雑だった」という経験から、コンテンツ販売のアイディアを思いついた。
2012年2月8日に110万ドルの資金をベンチャーキャピタルから調達。メディアで報道され有名になった。2012年5月7日、さらに700万ドルを調達。
日本からの利用者が多かったため、2012年2月16日に日本語対応した。